# Love Me (песня Элвиса Пресли)
| Оценки критиков | Оценки критиков |
| Источник        | Оценка          |
| --------------- | --------------- |
| AllMusic        | Без оценки      |

«Love Me» — песня, которую написали Джерри Либер и Майк Столлер. Стала популярной в 1956 году в исполнении Элвиса Пресли.

## История
Авторы песни — Джерри Либер и Майк Столлер. Песня была ими написана как в некотором роде пародия на песни в стиле кантри.
В 1954 году авторы сделали запись этой песни в исполнении ритм-н-блюзового вокального дуэта Уилли и Рут. Песня не стала популярной. Следующую попытку они предприняли с певицей Джорджией Гибб, но песня опять не стала хитом.
Потом в 1956 году их песня «Hound Dog» стала большим хитом в исполнении Элвиса Пресли. И, когда тот в конце лета 1956 года готовился записывать свою вторую долгоиграющую пластинку Elvis, он попросил их прислать ему ещё песен. Присланная авторами песня «Love Me» ему понравилась, и 1 сентября он её записал. Пластинка Elvis с этой песней вышла 19 октября.
А позже в том же году песня «Love Me» вышла на EP Elvis, Vol 1. (На этой пластинке были песни «Rip It Up», «Love Me», «When My Blue Moon Turns to Gold Again» и «Paralyzed»)..
В США в журнале «Билборд» В 1956—1957 годах песня «Love Me» в исполнении Элвиса Пресли достигла 2 места в чарте Top 100 (предшественнике современной «горячей сотни» Hot 100), 7 места в чарте синглов в жанре ритм-н-блюза (теперь Hot R&B/Hip-Hop Songs) и 10 места в чарте синглов в жанре кантри (теперь Hot Country Songs). (Во всех этих хит-парадах учитывались и песни, изданные на EP.)
Как пишет Уильям Рулман в своей статье про эту песню на сайте AllMusic, поскольку «Love Me» чуть-чуть не дотянула до первого места несмотря на то, что даже не была издана как сингл, если бы её как сингл издали, она определённо стала бы номером 1. Не издана как сингл она была, по утверждению Рулмана, лейблом звукозаписи по причине, что на тот момент на прилавках уже было несколько синглов от Элвиса Пресли, да и его совсем свежий хит номер 1 «Love Me Tender» имел очень похожее название, что могло вызвать путаницу.

## Признание
В 2015 году журналист мемфисской ежедневной газеты The Commercial Appeal Крис Херрингтон в своём списке 50 лучших песен Элвиса Пресли поставил песню «Love Me» на 31 место.

## Чарты
| Чарт (1956—1957)                | Наив. поз. |
| ------------------------------- | ---------- |
| США (Billboard Top 100)         | 2          |
| США (Billboard Country Singles) | 10         |
| США (Billboard R&B Singles)     | 7          |